# エドガー・ウィルソン
エドガー・ウィルソン（Edgar Wilson, 1861年2月25日-1915年1月3日）は、アメリカ合衆国ペンシルベニア州出身の政治家、弁護士、検事。連邦下院議員(アイダホ全州区)を通算2期務めた。所属政党は共和党、銀共和党。

## 経歴
1861年2月25日、エドガー・ウィルソンは母エレンと父マシュー・ウィルソンの間に生まれた。1884年にミシガン大学アナーバー校のロースクールの卒業とともに弁護士資格を取得し、フリーモント・ウッドとアイダホ準州ボイシでウッド＆ウィルソン法律事務所を設立した。1887年にボイシ市検事、1888年にエイダ郡地区検事に選出されると、1889年にはアイダホ州憲法制定会議の代表として選出された。1894年、ウィルソンはアイダホ州全州選挙区から出馬し連邦下院議員に選出された。私生活では1890年にローラ・ダ・シールと結婚し、間に2児を儲けている。
議員在職中、ウィルソンはアイダホ州の農地開発や廃兵院に関する連邦資金を確保したほか、アイダホ州の鉱業権益を保護するマッキンリー関税法の拡張を支持した。その後、銀共和党に参加し、1896年にアイダホ州最高裁判所判事選挙に出馬したが、落選した。1897年にウィルソンはボイシに戻り、ボイシ近郊の鉄道の拡張運動や新しい下水道の建設運動に関わった。1898年に再び下院議員に立候補し、所属する銀共和党と旧来の共和党の2つから支援を受けて当選を果たした。1900年選挙には出馬せず、政界を離れた。
ウィルソンは1894年から農業を始め、リンゴの果樹園や牛の飼育を行なっていた。1898年、アイダホ州園芸協会に論文「アップルオーチャード」を提出しているほか、1901年に南アイダホ果物生産者協会の副会長として、冷蔵鉄道車両の運賃について交渉した記録が残っている。また、地元ボイシの名士として活躍し、ボイシ商業銀行を組織したほか、ボイシ教育委員会の会長も務めた。
1905年、ウィルソンはスネーク川の名前をショショーニー(Shoshonee)に変更しようとした。その理由についてウィルソンは「...スネークの名前は反発的で、ショーショーニーの名前は滑らかで音楽的であるためだ」と述べている。

### 晩年
晩年、ウィルソンはアルコール依存症になった。1913年にはウィルソンは保安官代理に発砲し、負傷させている。公聴会の後、ウィルソンは2年の間州立精神病院に収容されたが、1914年の初めに釈放され、ソルトレイクシティに移った。1914年8月、ローラ・ウィルソンがボイシで離婚を申請し、ウィルソンはボイシに戻って裁判で争うことになった。しかし、ボイシ滞在中に肺炎を発症し、1915年1月3日にホテルの一室で亡くなった。
ウィルソンは妻ローラと息子モーリスに遺産を残さないように遺言を残していたが、ローラは夫ウィルソンが長年アルコールや薬物中毒にあったとして遺言の無効を主張した。知人らの証言から、遺言の無効が認められローラは夫の遺産を相続することができた。1915年、ローラ・ウィルソンは夫の蔵書850冊をアイダホ大学に寄贈した。